# 夢特嬌·全
夢特嬌·全（1982年—），原名全湛玉（得名於其祖籍廣東湛江），是香港插畫家、作家、動畫家及癌症康復者，曾為女演員，自行改為Montagut.c。取這個筆名的原因，據她自稱「經常做夢，行為獨特，恃寵生嬌」。
小時候，她與同學比試繪畫以贏取萬變咭，自此愛上繪畫。她喜愛《三毛流浪記》和宮崎駿的作品。她的作品曾於尖沙咀的酒吧展覽，她曾當過電影幕後工作者，以及在閣樓咖啡店任職「侍應生」。
中三時，她初嘗第一口煙，成為虔誠煙民，2005年1月6日(22歲)時證實患上三期鼻咽癌。在治療期間，她見盡人生苦樂，所以她在康復後以自己的畫集，說出對人間的情感。她希望用圖畫來安慰所有曾經患病的人，尤其是一班也曾受香煙所害的人。透過圖畫，令讀者可以切切實實地感受到一隻斷了翅膀的蝴蝶，如何再次飛起，繼續她的人生旅程，而且比以前飛得更高、更遠。她之所以出版心靈增值書籍《愈痛愈美麗──死神共處的276天》，是希望和讀者分享她的過去和她的「人生觀」。她的部分作品連載於《都市日報》及《am730》，而她的著作《你是若白仔！》曾在《都市日報》上連載。
2006年，她與叱吒903DJ阿喱合力於My903.Com製作黑色童話《Wat da Hell》。2007年7月，參與商業電台第二台叱吒903的廣播劇《Wat da Hell》第二輯。9月21日至9月28日，參與主持電台節目《有耳喱民》(有個喱全)。2007年11月，參與叱吒903聖誕節特備廣播劇《Wat da Hell》第三輯〈大野叔叔拆你屋〉。
由2008年開始致力個人動畫短片創作，包括《大坑的貓世界》，《麵粉八十》,《Little York》,《William Outcast Chan》部份作品於香港電台電視節目《8花齊放》內播映。2011年更為此節目擔當主持人。當中作品《Little York》得到日本「第十五屆TBS DigCon6大賞」香港區選拔賽努力賞。
2015年，為香港防癌會親手繪圖，炮製了片長15分鐘的動畫短片《Before Dying》。該短片以「死前」為大前提，透視出「在生」的意義，同時呼應了華人永遠墳場管理委員會推廣「社區建設、生死教育」的命題。
《Before Dying》故事講述主角在醫院彌留期間的所見所聞，以超現實角度描繪病友遭遇，預視「生命盡頭就是新的開始」。她希望以短片主角親睹病友遭遇，再配合平行時空的概念，讓觀眾感受生死邊緣的感覺。2015年《Before Dying》於香港唯一仍保留傳統戲院運作、本港殯儀業重鎮的紅磡寶石戲院舉行發布會。2015年《Before Dying》入圍第二十屆IFVA獨立短片及影像媒體比賽，奪得動畫組銀獎。
2015年1月，她應邀出席第42屆法國安古蘭漫畫節作藝術及文化交流。

## 書籍
- . ISBN 9628918702.
- . ISBN 9789621437303.

## 主持電台節目
- 有耳喱民
- 大野禪寺

## 廣播劇
- 全仔 @ 《Cafe de Nath》
- 滴滴仔 @《大野先生與滴滴仔》
- 滴滴仔 @《Wat da Hell第二輯》
- 滴滴仔 @《Wat da Hell第三輯－大野叔叔拆你屋》

## 外部連結
- 夢特嬌‧全的Blog（页面存档备份，存于）
- 癌症中的感冒圖 插我唔死
- 癌症中的感冒圖 插我唔死[永久]
- 夢特嬌‧全於傳媒春秋的訪問（页面存档备份，存于）
- 活着多好 全湛玉（页面存档备份，存于）